# Kywenan
Kywenan est un village situé dans le canton de Kalewa, dans le district de Kale, dans la région de Sagaing, dans l'ouest de la Birmanie. Il se trouve sur les rives de la rivière Chindwin.